# Аухаттинський сільський округ
Ауха́ттинський сільський округ (каз. Ауқатты ауылдық округі, рос. Аухаттинский сельский округ) — адміністративна одиниця у складі Кордайського району Жамбильської області Казахстану. Адміністративний центр — село Аухатти.
Населення — 8541 особа (2021; 7237 у 2009, 5536 у 1999, 4911 у 1989).
Станом на 1989 рік існувала Аухаттинська сільська рада (села Заїмка, Кизилсай, Кішміши, Урюкті), село Рисполе перебувало у складі Шортобинської сільської ради. 1997 року до складу Аухаттинського сільського округу було включено ліквідований Сортобинський сільський округ, але до 1999 року він був відновлений, при цьому село Рисполе залишилось у складі Аухаттинського сільського округу, а село Булар-батира (колишнє село Заїмка) було передано до складу Сортобинського сільського округу.

## Склад
До складу округу входять такі населені пункти:
| Населений пункт | Старі назви | Населення, осіб (1989) | Населення, осіб (1999) | Населення, осіб (2009) | Населення, осіб (2021) |
| --------------- | ----------- | ---------------------- | ---------------------- | ---------------------- | ---------------------- |
| Аухатти, село   | Кішміши     | 3793                   | 4145                   | 5880                   | 6672                   |
| Байтерек, село  | Рисполе     | 251                    | 501                    | 337                    | 941                    |
| Кизилсай, село  | -           | 799                    | 890                    | 1020                   | 928                    |
| Урюкті, село    | -           | 68                     | -                      | -                      | -                      |